# Partido dos Pensionistas da Rússia
O Partido dos Pensionistas da Rússia (PPR; em russo:  Партия пенсионеров России; ППР; Partiya pensionerov Rossii, PPR) foi um partido político centrista na Rússia que existiu entre 2012 e 2019 sob a presidência de Nikolai Chebotarev, diretor executivo da União de Pensionistas da Rússia.
Em 2018, na sequência dos resultados das eleições para a Assembleia Legislativa do Zabaykalsky Krai, o partido ganhou 6,04%, tendo recebido 1 cadeira e o privilégio de participar nas eleições para a Duma de Estado em 2021 sem recolher assinaturas.
Em 13 de junho de 2019, como resultado de uma inspeção planeada pelo Ministério da Justiça, o Supremo Tribunal liquidou o Partido dos Pensionistas da Rússia por participação insuficiente nas eleições regionais ao longo de sete anos.